# 豊かの海
豊かの海（ゆたかのうみ）は、月の東半球に位置する月の海の一つであり、月の表側にある。豊かの海は先ネクタリス代に作られた盆地であり、後期インブリウム代の地層が表面を覆っている。表面の地層は危難の海や静かの海よりも薄い。豊かの海の周囲は、神酒の海、静かの海、危難の海と共通のネクタリス代の地層に囲まれている。豊かの海の西側は神酒の海と接しており、境界にはピレネー山脈が走っている。豊かの海の東端にはラングレヌスがある。
三島由紀夫の最晩期の四部作「豊饒の海」は、これが由来である（近年では「豊かの海」と訳されることが多いが、三島がこの題を付した当時は「豊饒の海」と訳されていた）。